# Distrito de Hama
El distrito de Hama (en árabe: منطقة حماة‎) es un distrito (mantiqah) de la gobernación de Hama en Siria. En el censo de 2004 contaba con una población de 644.445 habitantes. La capital del distrito es la ciudad de Hama.

## Divisiones
El distrito de Hama se divide en 4 subdistritos o Nāḥiyas (población según el censo de 2004):